# Jacob Toorenvliet

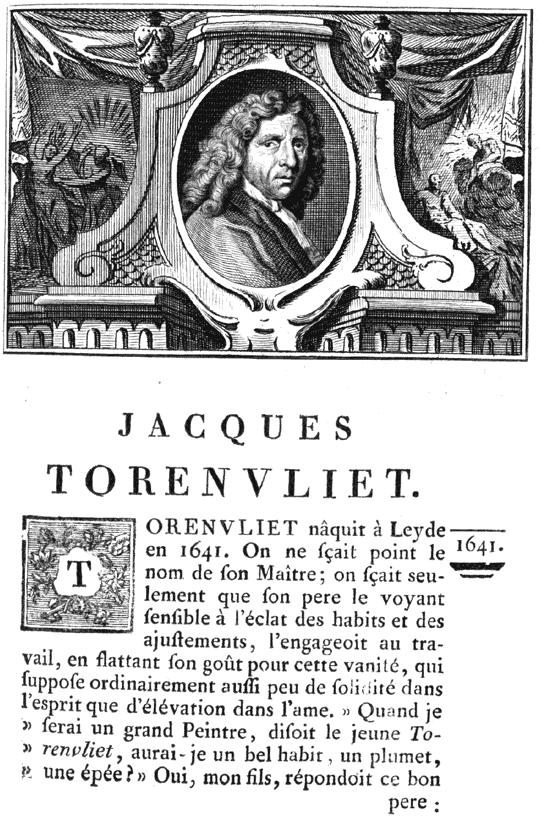
Jacob Toorenvliet

Jacob Toorenvliet, född 1640 i Leiden, död 3 januari 1719 i Oegstgeest, var en nederländsk konstnär.
Toorenvliet var lärjunge till sin far Abraham Toorenvliet. Han kom till Rom 1670 och vistades där omkring tre år, vareter han vistades i Venedig och Wien. 1688 blev Toorenvliet medlem av Lucasgillet i Leiden. Han har främst ägnat sig åt genremåleri och porträttmåleri.